# Saint-Clair-d'Arcey
Saint-Clair-d'Arcey è un comune francese di 333 abitanti situato nel dipartimento dell'Eure nella regione della Normandia.

## Società

### Evoluzione demografica
Abitanti censiti